# ایزولا ویچنتینا
ایزولا ویچنتینا (به ایتالیایی: Isola Vicentina) یک کومونه در ایتالیا است که در استان ویچنزا واقع شده‌است.

## خصوصیات
ایزولا ویچنتینا ۲۶٫۴۵ کیلومترمربع مساحت و ۹٬۳۱۹ نفر جمعیت دارد و ۵۵ متر بالاتر از سطح دریا واقع شده‌است.